# Alfie (album)
| Recensione | Giudizio |
| ---------- | -------- |
| AllMusic   |          |

Alfie è un album discografico del sassofonista jazz Sonny Rollins contenente la colonna sonora dell'omonimo film del 1966. La colonna sonora originale comprendeva, oltre a Rollins, anche la partecipazione di altri musicisti locali, incluso il pianista Stan Tracey, che però non appaiono su questo album.
Il disco contiene esibizioni di Rollins, con Kenny Burrell, Jimmy Cleveland, J.J. Johnson e Roger Kellaway, arrangiate e dirette da Oliver Nelson.
Ispirato dalla visione del film, Burt Bacharach scrisse con Hal David la canzone Alfie, che divenne un successo da top ten in Gran Bretagna per la cantante Cilla Black. Successivamente il brano fu inserito nei titoli di coda della versione del film distribuita negli Stati Uniti, in una versione cantata da Cher (prodotta da Sonny Bono). In seguito, Dionne Warwick registrò la cover più popolare della canzone. Bacharach e Hal David ricevettero una nomination all'Oscar per la canzone.
L'album, pubblicato nell'agosto del 1966, raggiunse la posizione numero 17 nella classifica R&B di Billboard.

## Tracce
LP (1966, Impulse! Records, A-9111/AS-9111)
Lato A
Musiche di Sonny Rollins.
1. Alfie's Theme – 10:25
2. He's Younger Than You Are – 5:07

Lato B
Musiche di Sonny Rollins.
1. Street Runner with Child – 4:00
2. Transition Theme for Minor Blues or Little Malcolm Loves His Dad – 5:50
3. On Impulse – 5:07
4. Alfie's Theme Differently – 3:44

## Musicisti
- Sonny Rollins – sassofono tenore
- Oliver Nelson – arrangiamenti, direzione orchestra
- Jimmy Cleveland – trombone (brani: Alfie's Theme e Transition Theme for Minor Blues or Little Malcolm Loves His Dad)
- J. J. Johnson – trombone (brani: Street Runner with Child e Alfie's Theme Differently)
- Phil Woods – sassofono contralto
- Bob Ashton – sassofono tenore
- Danny Bank – sassofono baritono
- Roger Kellaway – pianoforte
- Kenny Burrell – chitarra
- Walter Booker – contrabbasso
- Frankie Dunlop – batteria

### Produzione
- Bob Thiele – produzione
- Registrazioni effettuate al Van Gelder Studio di Englewood Cliffs, New Jersey (Stati Uniti) il 26 gennaio 1966
- Rudy Van Gelder – ingegnere delle registrazioni
- Charles Stewart – foto interna copertina album originale
- Nat Hentoff – note retrocopertina album originale [5]